# Oxandra maya
Oxandra maya är en kirimojaväxtart som beskrevs av Faustino Miranda. Oxandra maya ingår i släktet Oxandra och familjen kirimojaväxter. Inga underarter finns listade i Catalogue of Life.